# Madeleine Ayinkamiye
Madeleine Ayinkamiye foi uma política ruandesa. Ela foi nomeada Ministra de Assuntos Sociais em 1964, tornando-se na primeira mulher ministra de governo no Ruanda.
Ayinkamiye serviu no escritório ministerial de 6 de janeiro de 1964 a 8 de novembro de 1965. Ela foi a única mulher ministra de governo no Ruanda entre a independência do Ruanda em 1962 e abril de 1992.